# 阿薩尼·盧基米亞
阿薩尼·盧基米亞·馬隆努迪（Assani Lukimya-Mulongoti，1986年1月25日—），生於薩伊烏維拉，剛果足球運動員，司職中堅，現時效力中國足球協會甲級聯賽球會遼寧宏運。

## 球會生涯
盧基米亞生於薩伊烏維拉，於德國柏林的北西北展開其生涯，至2004年轉會到哈化柏林並被安排到預備組，在三年後他最初與羅斯托克簽署一年合約，而他在加盟後首年被安排到預備組，直至2008年獲提升上一隊，到2008年2月他獲羅斯托克續約由2008年7月至2010年，可是他在2009年3月9日被禁止在一隊的資格並重返預備隊，結果他在2009年8月18日被解約並成為自由身，而他隨後在2010年與卡爾斯耶拿簽約，其後在2010年4月20日宣布離隊並在當天與杜塞爾多夫簽署為期兩年的合約，直至2012年5月24日與雲達不萊梅簽署至2015年6月30日的合約，至2016年1月26日雲達不萊梅宣布他的離隊，並以200萬歐元轉會費加盟中超球會遼寧宏運，而他在2017年5月17日獲球會續約兩年。

## 國際賽生涯
盧基米亞於2008年獲剛果國家隊徵召，並在8月20日對多哥國家隊的國際友誼賽中，首度代表剛果於國際A級賽亮相。

## 外部連結
- 阿薩尼·盧基米亞在 National-Football-Teams.com 上的出场纪录
- Soccerway資料庫：阿薩尼·盧基米亞
- Assani Lukimya-Mulongoti （页面存档备份，存于） at kicker.de （德文）
- fussballdaten.de：Assani Lukimya-Mulongoti之統計數據 （德文）